# إيل (فرنسا)

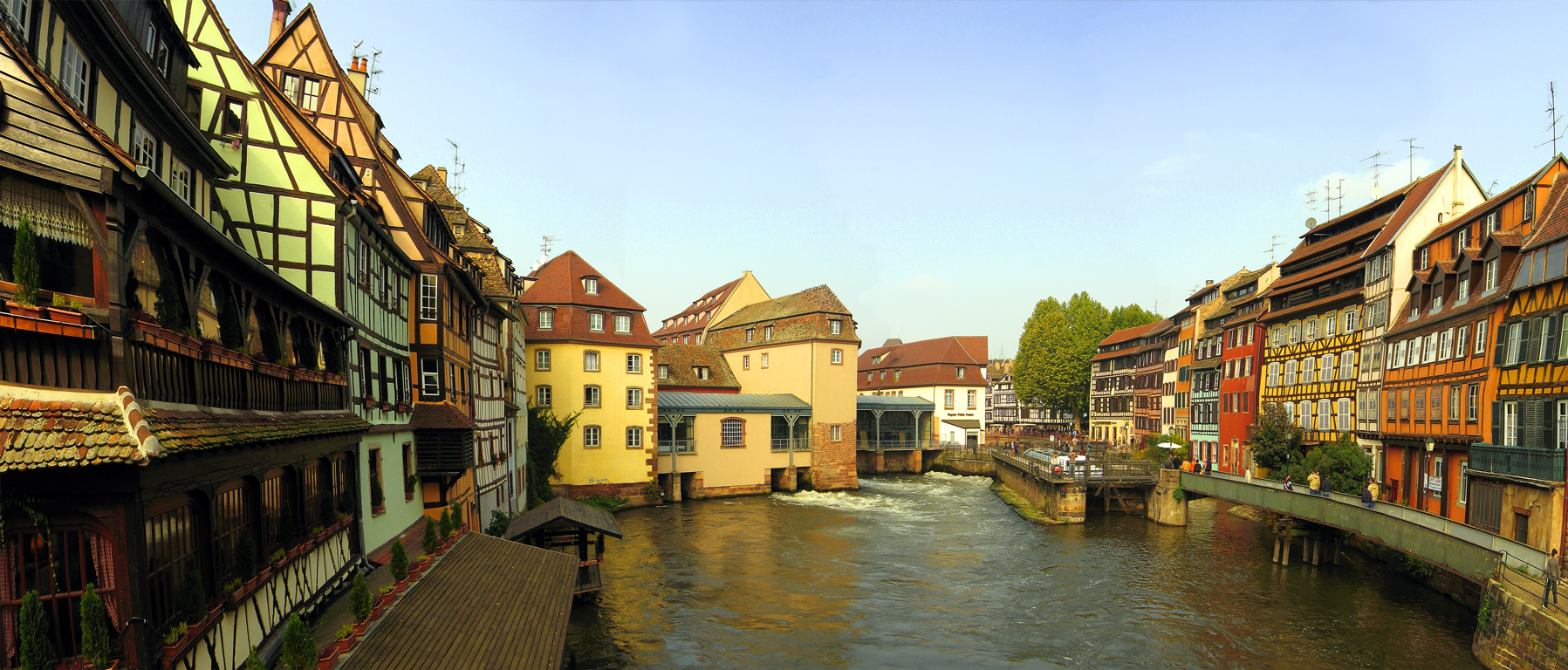
نهر إيل في ستراسبورغ

نهر إيل (بالفرنسية: ILL)‏ نهر شمالي شرقي فرنسا ينبع من جبال جورا ويصب في نهر الراين في ألمانيا, يبلغ طوله 223كم و يمر بمدينة ستراسبورغ.